# Smakkerupgård
Smakkerupgaard er en herregård der ligger i Viskinge Sogn, Kalundborg Kommune på Vestsjælland.
Kaldet Lerchesminde i 1843, og i 1944 igen kaldet Smakkerupgaard.
Smakkerupgaard Gods er på 274,1 hektar

## Ejere af Smakkerupgaard
- (1752-1797) Christian Cornelius Lerche
- (1797-1834) Jacob Frederik Ferdinand Lerche
- (1834-1843) Frederikke Elisabeth Christiane von Levetzow gift Lerche
- (1843-1852) Christian Cornelius Lerche (igen)
- (1852-1888) Vincents Lerche
- (1888) Vincents Christian Lerche
- (1888-1891) Vincents Lerche
- (1891-1892) Sophie Regitze Barner gift Lerche
- (1892-1902) Ferdinand Lerche
- (1902-1907) Gustav Lerche
- (1907-1930) Johan Christian Prahl
- (1930-1943) Julie Marie Petersen gift Prahl
- (1943-1970) Poul Knud Prahl
- (1970-2000) Poul Johan Prahl
- (2000-) Poul Henrik Prahl

## Udbygninger
- (1852) Hovedbygningen opført